# Hermann Wagner (Fotograf)
Hermann Wagner (* 26. Februar 1895; † 20. Oktober 1976) war ein deutscher Fotograf, der vor allem als Fotograf archäologischer Objekte und Orte bekannt wurde. Ab 1927 war er in Griechenland tätig, wo er zunächst als freier Fotograf, später dann im Auftrag der US-amerikanischen Ausgrabungen (Korinth, Athen) und des Deutschen Archäologischen Instituts Athen tätig war. Nach dem Zweiten Weltkrieg musste er nach Deutschland zurückkehren, wo er ab 1946 beim Archäologischen Institut der Universität Heidelberg angestellt war.

## Leben und Leistung
Hermann Wagner diente im Ersten Weltkrieg bei den Luftstreitkräften und erlernte hier unter anderem die Luftbildfotografie. Nach dem Krieg arbeitete er zunächst als technischer Fotograf, danach wechselte er zur archäologischen Fotografie. 1929 ging er als freier Fotograf nach Athen, wo er zunächst bei den US-amerikanischen Grabungen in Korinth tätig war. Später arbeitete er auch vermehrt für das Deutsche Archäologische Institut Athen (DAI), wo er seit den frühen 1930er Jahren ein kleines Labor im Keller hatte. Da er nicht fest angestellt war, musste er mit Werkverträgen sein Auskommen bestreiten. Für das DAI war er unter anderem bei den Grabungen auf Samos und in Olympia tätig, für die American School of Classical Studies at Athens bei der Agora-Grabung. Auf der Agora war er von 1931 an der erste Grabungsfotograf. In der Geschichte dieser für die damaligen Verhältnisse überaus modernen Grabung nahm er eine zu Beginn wichtige Rolle ein und wird bis heute in ehrendem Andenken gehalten, wenngleich er in der Beurteilung mittlerweile im Schatten seiner seit 1934 zunächst als Assistentin und nach seinem Ausscheiden aus der Grabung 1939 als Nachfolgerin tätigen Alison Frantz steht. Seine erste Aufnahme machte er hier, kurz nach Beginn der Grabung, am 25. Mai 1931 von der Nordostecke des Hephaistostempel über das Grabungsgelände. In den nächsten Jahren fertigte er fast 1500 Negative an. Bei der Objektfotografie verwendete er eine Kamera, die eine besonders große Detailtiefe und mit 18 × 24 cm ein großes Format aufwiesen. Seinen Schwerpunkt hatte er hier aber bei den Außenaufnahmen. Hier nutzte er eine der neuen, leichten Leica-35mm-Kleinbildkameras. Dieser Standard der einander ergänzenden Fotoformate wurde bei der Grabung auch nach Wagners Ausscheiden beibehalten.
Als in Vorbereitung auf die Olympischen Spiele 1940 Filmaufnahmen von den auf der Akropolis von Athen gefundenen Statuen an ihren Originalschauplätzen gemacht wurden, nutzte Wagner die Gelegenheit, um die Statuen auch fotografisch festzuhalten. Er galt als ein Fotograf, der besonders gut mit dem „griechischen Licht“ umzugehen wusste. Einige Fachhistoriker, darunter Reinhard Förtsch, sehen in der Art der Fotografie eine gelebte Ausprägung des Dritten Humanismus. Andererseits werden die starke Inszenierung der Bilder, die zeittypische Idealisierung der Antike und der verklärende Versuch die Antike „nachzuempfinden“ sowie die nicht immer sachgerechte oder spekulative Präsentation kritisiert. Nichtsdestotrotz veröffentlichte Hans Schrader 1939 das Buch Die archaischen Marmorbildwerke der Akropolis mit Wagners Bildern und unter der Beteiligung von dem Wagner sehr schätzenden Ernst Langlotz, das eine weite Verbreitung fand. Nach dem Ausscheiden aus der Agora-Grabung war Wagner vor allem bei der Olympia-Grabung des DAI tätig. Hier war das technische Personal – Restauratoren, Zeichner und Fotografen – von ganz besonderer Bedeutung, da in den 1940er Jahren insbesondere schwer zu bergende Funde aus Bronze und Eisen zu bearbeiten waren. Wagner war hier nicht nur als Fotograf, sondern auch für die Reinigung der Bronzefunde zuständig. Er bekam auch mehrfach Aufträge von der griechischen Regierung: vor Wahlen im Land wurde Wagner beauftragt, Luftbilder von den Flüchtlingslagern zu machen, die von den Flüchtlingen des Griechisch-Türkischen Krieges und nach dem Bevölkerungstausch zu Beginn der 1920er Jahre in und um Athen entstanden waren. Zu dieser Zeit gab es keine griechischen Fotografen, die imstande waren, derartige Luftbildaufnahmen anzufertigen. Mit dem Abzug der deutschen Besatzer 1944 verließ auch Wagner Griechenland, das mittlerweile zu seiner Heimat geworden war, wobei er auch sein Haus in Iraklion verlor.
Eine neue Heimat fand Wagner in Heidelberg. Nachdem der langjährige Institutsfotograf und -hausmeister Anton Heppler in einem Spruchkammerverfahren als belastet eingestuft und entlassen worden war, erhielt er die Stelle am Archäologischen Institut der Universität Heidelberg. Er galt als politisch vollkommen unbelastet. Wagner blieb bis zu seiner Pensionierung 1961 am Institut, bis 1953 war er nicht nur Fotograf, sondern auch Hausmeister, ab Mai 1948 assistiert vom wieder eingestellten Heppler. Zusätzlich war er wie auch schon auf Samos und in Olympia als Restaurator von Metallobjekten der Antikensammlung der Universität Heidelberg tätig. Als Institutsfotograf fertigte er unter anderem die Fotografien für die beiden ersten Heidelberger Bände des Corpus Vasorum Antiquorum Deutschland an. Doch auch international wurde er weiterhin immer wieder für Arbeiten angefragt. So fertigte er die Fotos für den großen Skulpturenkatalog Catalogo de la escultura des Prado ebenso an wie für die Ausgrabungen in Palinuro. Für das Institut fertigte er mehrere Tausend Glasplatten- und Zelluloid-Negative an. Wagner wurde auf dem Bergfriedhof in Heidelberg beerdigt und liegt heute auf dem Pforzheimer Hauptfriedhof bestattet. Die Grabrede hielt Roland Hampe, mit dem Wagner, seit sie sich in Athen 1932 kennen lernten, bekannt war und der sein letzter Vorgesetzter im Heidelberger Institut war.

## Würdigung
Wagner galt als geduldiger und einfallsreicher Fotograf, der ohne große technische Hilfsmittel zu seinen Ergebnissen kam und ebenso große Strukturen wie auch kleine Details festhalten konnte. Zur Meisterschaft brachte er es vor allem bei der Fotografie von antiken Skulpturen, aber auch bei Landschaftsaufnahmen. Er war bekannt dafür, auf die Wahl beispielsweise der Perspektive, des Lichteinfalls und der Tageszeit großen Wert zu legen und viel Mühe zu verwenden, um die antiken Kunstwerke in einer Umgebung zu dokumentieren, die ihrer Wirkung in der Antike und ihrer Aufstellung unter der griechischen Sonne gerecht wird. Daneben war er auch ein Dokumentarist des täglichen Lebens vor allem in Griechenland. Eher eine private Neigung war das Fotografieren von Blumen und anderen Pflanzen. Er gilt neben Walter Hege als einer der bedeutendsten Fotografen der künstlerischen Hinterlassenschaften der griechischen Antike. Er verband in seinen Arbeiten technische Genauigkeit und Realismus mit der örtlichen oder dem Objekt innewohnenden „Atmosphäre“. 2014 wurde unter dem Titel Im Lichte Griechenlands. Unbekannte Meisterwerke des Heidelberger Fotografen Hermann Wagner (1895 bis 1976) eine Ausstellung mit Wagners Bildern im Heidelberger Institut gezeigt, die 2015 auch im Eberbacher Heimatmuseum präsentiert wurde. In Vorbereitung auf diese Ausstellung wurde dem Heidelberger Institut von den Erben Wagners dessen Nachlass einschließlich seiner kleinen Antikensammlung übereignet. 2018 wurde in Pforzheim eine weitere Ausstellung unter dem Titel Hermann Wagner – Fotografien aus Griechenland gezeigt.

## Publikationen (Auswahl)
Publikationen von Hermann Wagner
- Das Jahr danach (1945–46). Orion-Heimreiter-Verlag, Heusenstamm 1978, ISBN 3-87588-106-0.

Publikationen mit Fotos von Hermann Wagner
- Ernst Langlotz, Walter-Herwig Schuchhardt: Archaische Plastik auf der Akropolis. Klostermann, Frankfurt am Main 1941 (2. Auflage 1943).
- Konrad Schauenburg: Corpus Vasorum Antiquorum Deutschland, Faszikel 10. Heidelberg, Faszikel 1. C. H. Beck, München 1954.
- Hermann Wagner, Wilhelm Kraiker: Griechenland. Landschaft und Architektur. Klostermann, Frankfurt am Main 1955.
- Antonio Blanco: Catalogo de la escultura. Esculturas clasicas – esculturas, copias e imitaciones de las antiguas (siglos XVI–XVIII). Blass, Madrid 1957.
- Erika Simon: Die Portlandvase. Verlag des Römisch-Germanischen Zentralmuseums, Mainz 1957.
- Erika Simon: Die Geburt der Aphrodite. Walter de Gruyter, Berlin 1959.
- Margot Schmidt: Corpus Vasorum Antiquorum Deutschland, Faszikel 23. Heidelberg, Faszikel 2. C. H. Beck, München 1963.
- Roland Hampe, Erika Simon: Griechische Sagen in der frühen etruskischen Kunst. Philipp von Zabern, Mainz 1964.
- Roland Hampe: Antikes und modernes Griechenland. Herausgegeben von Erika Simon (= Kulturgeschichte der antiken Welt. Band 22). Philipp von Zabern, Mainz 1984, ISBN 3-8053-0802-7.
- Erika Simon: Augustus. Kunst und Leben in Rom um die Zeitenwende. Hirmer, München 1986, ISBN 3-7774-4220-8.
- Eva Jantzen: Als Griechenland noch ein Arkadien war. Griechisches Tagebuch 1936–1939. Romiosini, Köln 1996, ISBN 3-929889-18-8.